# Kraszewo (powiat lidzbarski)
Kraszewo (niem. Reichenberg) – wieś w Polsce położona w województwie warmińsko-mazurskim, w powiecie lidzbarskim, w gminie Lidzbark Warmiński.
W latach 1954–1972 wieś należała i była siedzibą władz gromady Kraszewo. W latach 1975–1998 miejscowość należała administracyjnie do województwa olsztyńskiego. Wieś znajduje się w historycznym regionie Warmia.
We wsi znajduje się przystanek autobusowy PKS, mleczarnia i dwa sklepy.

## Historia
Wieś założona w latach 1333–1342 przez wójta krajowego Henryka Lutra.

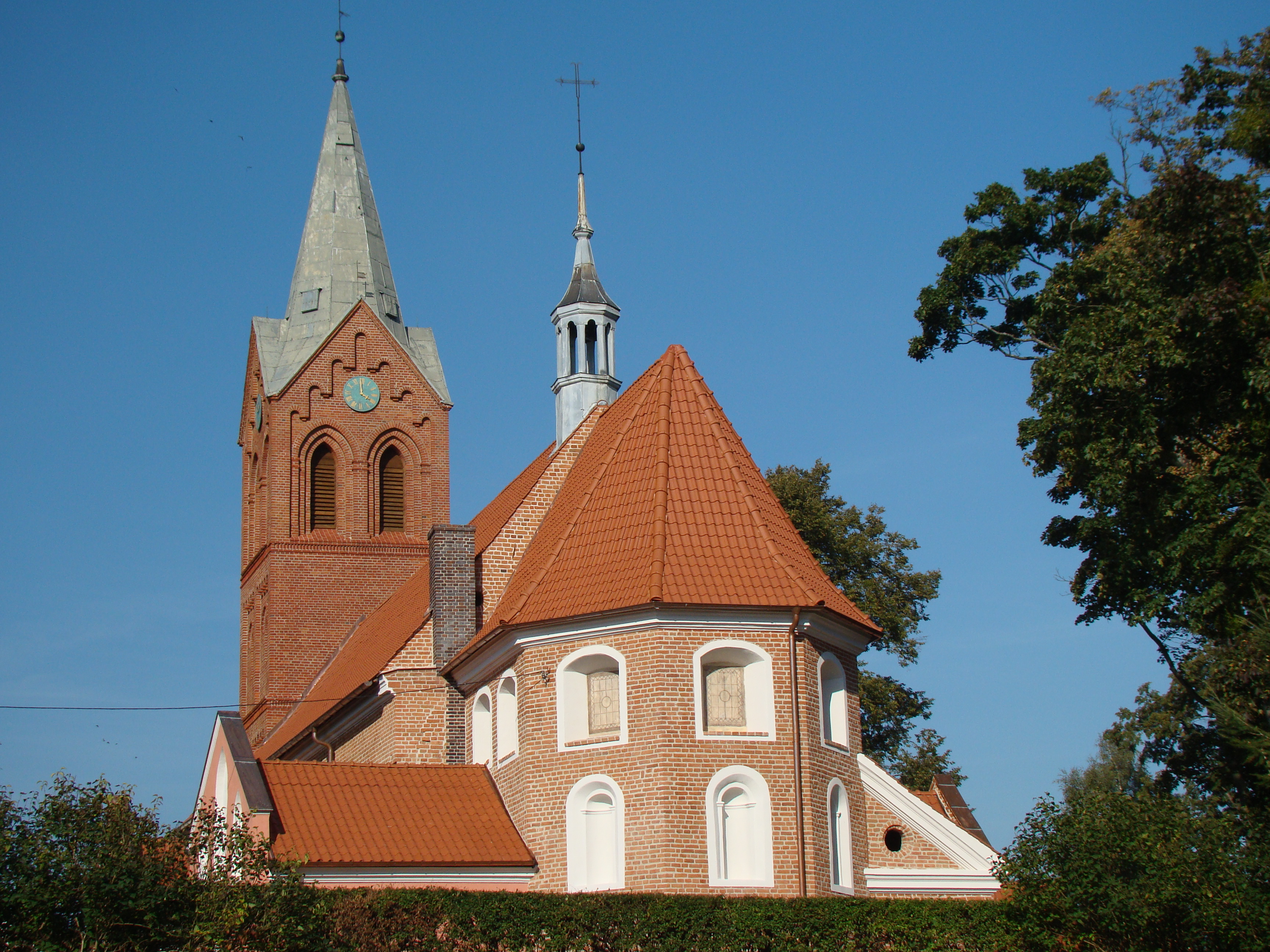
Kościół pw. św. Elżbiety w Kraszewie

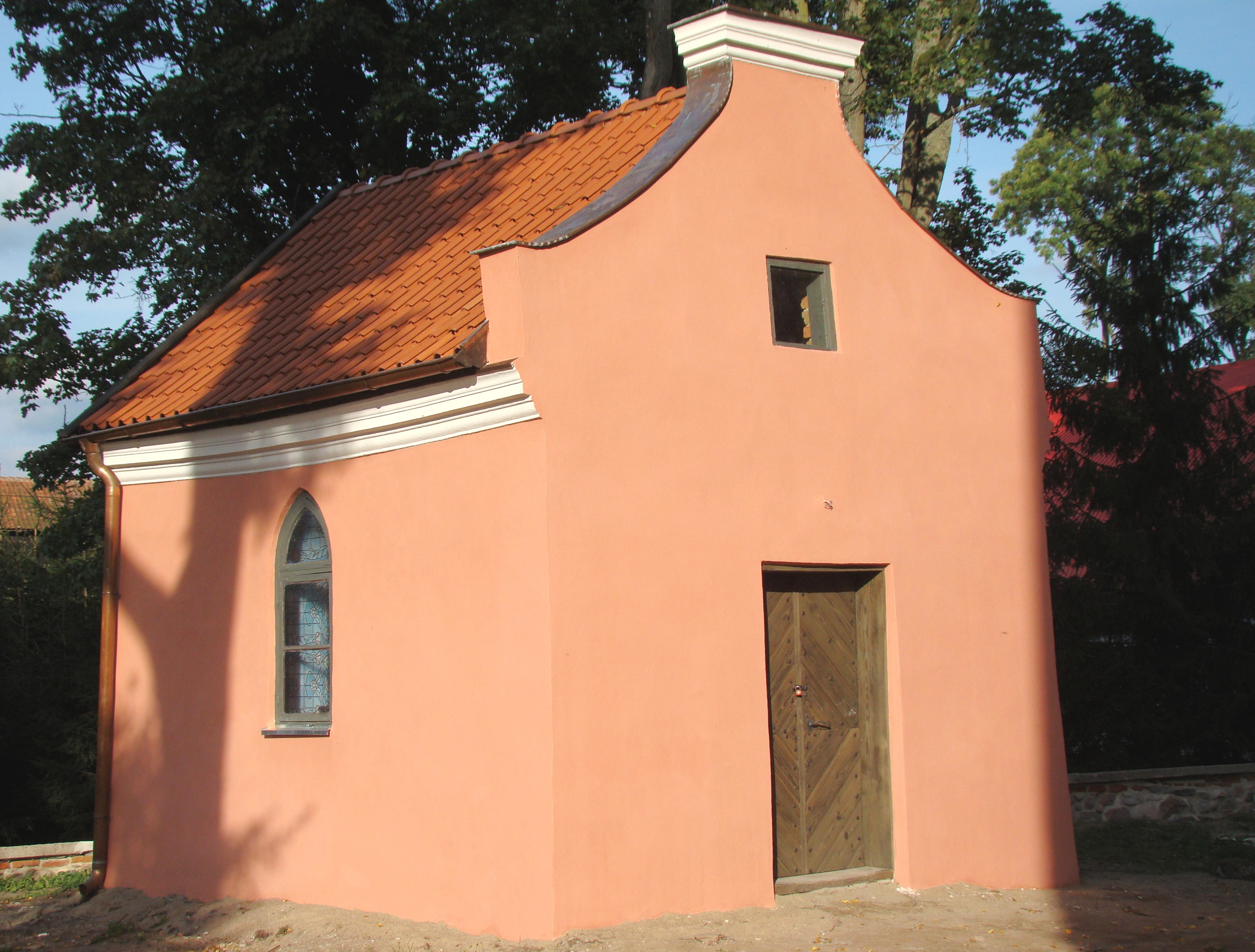
Kaplica św. Rocha

## Zabytki
- Kościół parafialny pw. św. Elżbiety z XIV wieku spłonął w 1651 r. Odbudowany i rozbudowany w 1718 r., wieża dobudowana w 1861 r. Obecnie filialny (parafia w Kochanówce). Z 1718 r. pochodzi trójboczne prezbiterium, z 1726 polichromia ścienna. Rokokowe ołtarze pochodzą z ok. 1800 roku, najprawdopodobniej wykonane w warsztacie Chrystiana Beniamina Schultza. W XIX w. dodano skromne neogotyckie detale[3].
- Na cmentarzu (przy kościele) barokowa kaplica z 1716 r. (św. Rocha)
- Neogotycka kapliczka przydrożna z drugiej połowy XIX w.
- dwa klasycystyczne domy nr 52 z przełomu XVIII i XIX w., nr 56 z początku XIX w.